# راي دارسي
راي دارسي (بالإنجليزية: Ray D'Arcy)‏ هو مقدم تلفزيوني أيرلندي، ولد في 1 سبتمبر 1964 في كيلدير في جمهورية أيرلندا.